# Lewis Warrington Chubb
Lewis Warrington Chubb (* 1882; † 1952) war ein US-amerikanischer Ingenieur und Erfinder.
1905 graduierte er an der Ohio State University als Maschinenbauer mit einer Spezialisierung auf Elektrotechnik.
Er arbeitete in der Forschungsabteilung von Westinghouse als Assistent des Leiters Charles E. Skinner, mit dem er electro-percussive welding und die elektrolytische Isolation von Aluminium erfand. Im Jahre 1920 meldete er den Einsatz von polarisierendem Glas in Autoscheinwerfern zum Verhindern des Blendens des Gegenverkehrs zum Patent an.
Anfang 1920 wurde er Leiter des Radio Engineering Department, das die ersten Radio-Empfänger produzierte und im November die erste kommerzielle Radiostation der USA KDKA aufbaute.
Sommer 1921 erfand er auch die Light Telephony.
1930 folgte er Samuel Kintner als Leiter der Westinghouse Research Laboratories. 1935 dehnte er die Forschungsaktivität auf Nuklear- und Festkörperphysik aus.

## Veröffentlichungen
- Electropercusive Welding. In: Electric Journal. Band 11, 1914, S. 640–644
- The Electrolytic Insulation of Aluminum. In: Electric Journal. Band 12, 1915, S. 78–80